# أفري باريش
أفري باريش (بالإنجليزية: Avery Parrish)‏ هو عازف جاز وعازف بيانو أمريكي، ولد في 24 يناير 1917 في برمنغهام في الولايات المتحدة، وتوفي في 10 ديسمبر 1959 في نيويورك في الولايات المتحدة.

## وصلات خارجية
- أفري باريش على موقع ميوزك برينز (الإنجليزية)
- أفري باريش على موقع أول ميوزيك (الإنجليزية)
- أفري باريش على موقع ديسكوغز (الإنجليزية)